# Карабатан
Карабатан (каз. Қарабатан) — упразднённая станция в Атырауской области Казахстана. Находилась в подчинении городской администрации Атырау. Входила в состав Геологского сельского округа. Упразднено в 2019 г. Код КАТО — 231039300.

## Население
В 1999 году население станции составляло 107 человек (54 мужчины и 53 женщины). По данным переписи 2009 года, в населённом пункте проживало 135 человек (67 мужчин и 68 женщин).